# فدریکو سانسونتی
 فدریکو سانسونتی (انگلیسی: Federico Sansonetti؛ زادهٔ ۶ نوامبر ۱۹۸۶) یک تنیس‌باز اهل اروگوئه است.